# Jean Pierre Brol
Jean Pierre Brol Cárdenas (Città del Guatemala, 18 dicembre 1981) è un tiratore a segno guatemalteco.

## Biografia
Ha vinto la medaglia d'oro nel tiro a volo ai Giochi Panamericani del 2011 nella specialità del trap maschile e ha partecipato alle Olimpiadi estive del 2012, sempre nella specialità del trap maschile, dove è classificato al 28º posto.
Ha vinto la medaglia di bronzo a Parigi 2024 nella specialità del trap maschile, che ha rappresentato la seconda medaglia ottenuta   per il Guatemala nella storia olimpica.
Esercita la professione di agronomo.